# Шлейх, Карл
Карл Людвиг Шлейх (нем. Carl Ludwig Schleich; 19 июля 1859, Штеттин — 7 марта 1922, Бад-Заров) — немецкий хирург, писатель, поэт, философ.

## Биография
Родился в Штеттине, изучал медицину в Цюрихе, Грайфсвальде и Берлине, где был помощником Рудольфа Вирхофа.
В 1879 г. получил аттестат зрелости в гимназии Штральзунда. Изучал медицину в университете Цюриха (в это время также занимался музыкой, дружил с поэтом Готфридом Келлером; был членом студенческого корпуса), затем — в университете Грейфсвальда и (до 1886 г.) в Шарите (Берлин, Университет Фридриха Вильгельма). В Шарите был помощником Лангенбека, Бергманна и Вирхова и в 1886 г. сдал там Первый государственный экзамен.
В 1887 г. получил докторскую степень по хирургии в университете Грайфсвальда у Г. Хелфериха, ученика К. Тирша, и был оставлен там ассистентом. В 1889 году открыл частную клинику гинекологии и хирургии на 15 коек в Кройцберге (Фридрихштрассе, 250), которой занимался до 1901 г. Профессор (с 1899 г.), тайный советник. С 1900 г. — руководитель хирургического отделения общинной больницы в Гросс-Лихтерфельде (ныне — Штеглиц-Целендорф, административный округ Берлина).

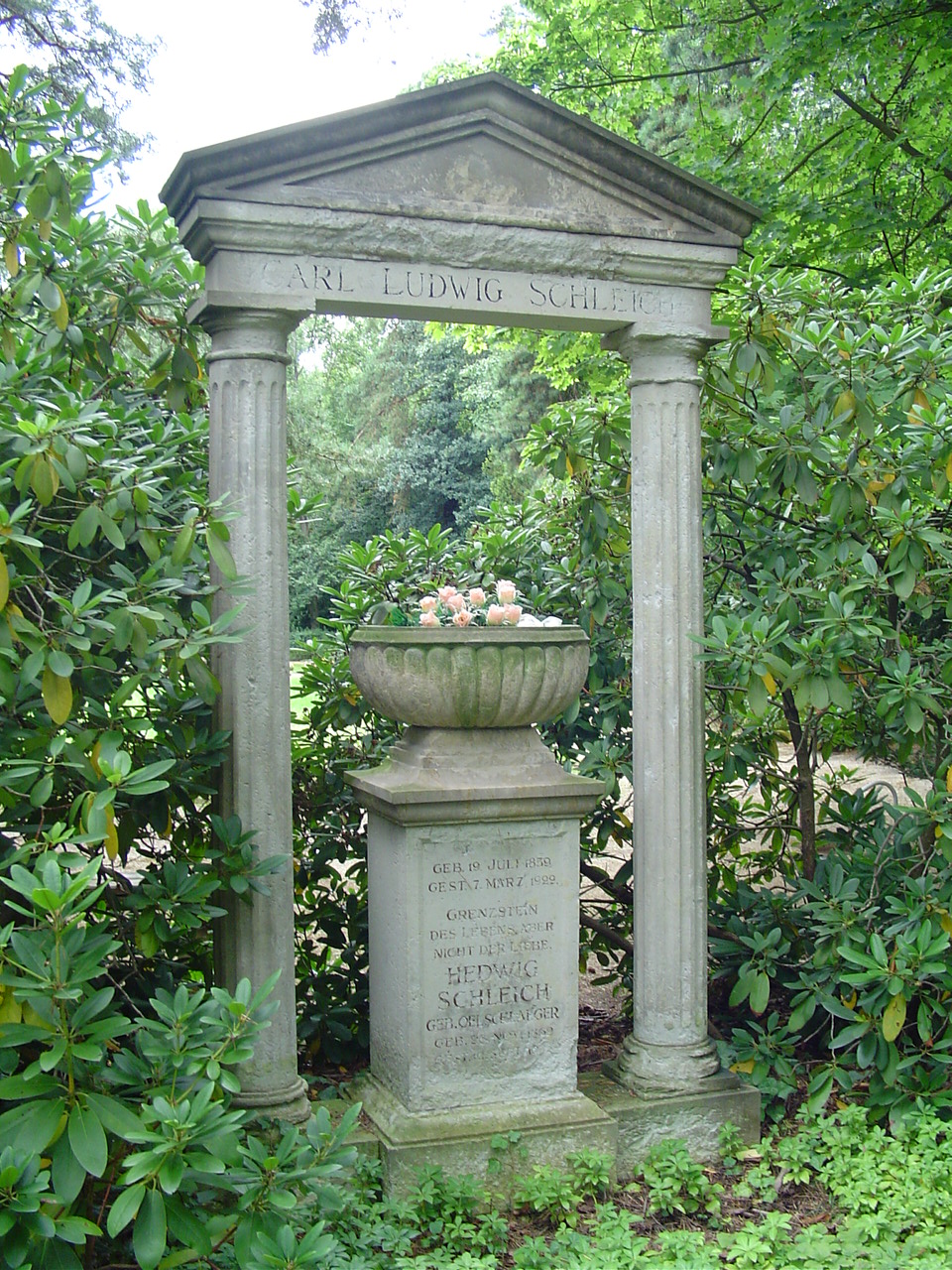
Могила Карла и Гедвиги Шлейх на Юго-западном кладбище в Штансдорфе

Умер во время пребывания в санатории в Бад-Зарове. Похоронен на Юго-западном кладбище (Штансдорф, район Потсдам-Миттельмарк), могила является почётным захоронением Берлина.

### Семья
Отец — Карл Людвиг Шлейх (1823—1907), офтальмолог, тайный медицинский советник; ученик И. Диффенбаха.
Мать — Констанция (урождённая Кистер; 1832—1919). Брат матери — Эрнст Кистер (1839—1930), профессор хирургии, председатель Немецкого хирургического общества (1903).
Братья и сёстры: Анна (1854—1918), Катарина (1856—1923), Эрнст Эдвард (1862—1944), Клара (1863—1916), Гертруда (1867—1943).
Жена — Гедвига (нем. Hedwig; 1862—1945), дочь Рудольфа Эльшлегера (нем. Rudolf Oelschlaeger), президента берлинско-штеттинской железнодорожной компании. Брак был бездетным.

## Научная деятельность
Защитил диссертацию о костной аневризме (аневризматической саркоме).
Разработал и довёл до совершенства метод местного обезболивания, заключавшийся в инфильтрации области оперативного вмешательства раствором хлорида натрия с добавлением кокаина. В докладе на берлинском конгрессе хирургов в 1892 г. представил этот метод как более предпочтительный, чем опасный наркоз.

### Избранные труды
- Schmerzlose Operationen : Oertliche Betäubung mit indifferenten Flüssigkeiten. Psychophysik des natürlichen und künstlichen Schlafes. — 1894. (4. Ausdr. — 1899)
- Neue Methoden der Wundheilung. — 2. Ausdr. — 1900.
- Hygiene der Hand und chirurgische Prophylaxe. — 1901.
- Atoxische Wundbehandlung. — 1902.

Публикации на русском языке
- Шлейх К. Л. О местной анестезии / Пер. с нем. под ред. д-ра С. Б. Оречкина. — СПб.: газ. «Практ. врач», 1902. — 36 с. — (Отт. из журн. «Соврем. клиника». — 1902. — Т. 1, вып. 16).
- Шлейх К. Л. Новые способы лечения ран : Как их применять и упростить в повседневной практике = Neue Methoden der Wundheilung. Ihre Bedingungen und Vereinfachung für die Praxis / Пер. с 2 нем. изд. д-ра С. Б. Оречкина. — СПб.: журн. «Соврем. медицина и гигиена», 1901. — 315 с. — (Отт. из журн. «Соврем. медицина и гигиена». — 1901. — № 7-11).

## Творчество
Считался хорошим певцом и отличным виолончелистом, что делало его желанным гостем берлинских салонов (в особенности салона Берты фон Ансвальдт, 1850—1919), где встречался с композитором Лео Блехом, писателями Вальтером Ратенау и Германом Зудерманом, издателем Эрнстом Ровольтом. Вращался в кругах берлинской богемы, общался с поэтом Рихардом Демелем, композитором Конрадом Анзорге, писателем Августом Стриндбергом (с последним его связывала тесная дружба).
Написал музыкально-теоретические исследования, композиции, песни, новеллы, драмы; несколько популярных произведений, в которых сформулировал свои философские взгляды и критику естественно-научной ориентации медицины.
Его биографические воспоминания «Besonnte Vergangenheit» (1921, «Освещённое солнцем прошлое») за период до 1987 года вышли общим тиражом 4 млн экземпляров.

## Отзывы
Наряду со многими одарёнными и значительными людьми я видел в жизни только двух, которых я считал гениями.
Почему Карл Людвиг Шлейх казался гениальным? Его призвание к слишком многому — быть музыкантом, художником, поэтом, врачом, натуралистом — ещё не составляло сущности гения. Он сам называл себя испорченным для врача, и во всех других талантах также не достиг высших ступеней.
Его поэзия оставалась фрагментарной, живопись — начальной, на виолончели выделялись ведущие руки. Это не работоспособность, которая составляет существо гениального человека, а стимул. Он был человеком интуиции. Он не выработал в себе работоспособность, его творения ниспадали на него. Талант — это продукт мудрой селекции, гений взрывается из каждой земли. Пламенный человек, каким был Карл Людвиг Шлейх, так же выделился бы среди эскимосов, как и среди уставших европейцев. Он был горячим источником. С огромным вдохновением к жизни он рос в высоту, неожиданно, внезапно, светился и вспенивал. Он был явлением природы.
Оригинальный текст (нем.)Neben vielen begabten und bedeutenden Menschen sah ich im Leben nur zwei, die ich für geniale Naturen hielt.

Warum schien Carl Ludwig Schleich genial? Dass er zu vielem berufen war, zum Musiker, zum Maler, zum Dichter, zum Arzt, zum Naturforscher, das machte sein geniales Wesen nicht aus. Er selbst nannte sich zum Arzt verpfuscht, und er ist auch in allen anderen Begabungen nicht zur Meisterschaft vorgedrungen.

Seine Dichtung blieb bruchstückhaft, seine Malereien waren Anfänge, auf dem Cello hat es stärker führende Hände gegeben. Es ist nicht die Leistung, die das Wesen des genialen Menschen ausmacht, sondern der Antrieb. Er war ein Mensch der Eingebung. Er hat keine Leistung erarbeitet, seine Schöpfungen überfielen ihn. Das Talent ist ein Produkt weiser Züchtung, das Genie explodiert aus jeder Erde. Ein feuriger Mensch wie Carl Ludwig Schleich hätte unter Eskimos ebenso hervorgeragt wie unter ermüdeten Europäern. Er war eine heiße Quelle. Er stieg mit ungeheurem Elan vital in die Höhe, unvermutet, jählings, leuchtete und schäumte. Er war ein Naturereignis.
— Штефан Гроссманн, писатель

## Память
- Имя К. Шлейха носит улица в Штральзунде (в районе Knieper Nord).
- Немецким обществом анестезиологии с 1974 г. учреждена премия К. Л. Шлейха.